# Phil Campbell
Philip Anthony Campbell, noto anche con lo pseudonimo di Wizzö (Pontypridd, 7 maggio 1961), è un chitarrista britannico, e membro di lunga durata della band inglese heavy metal Motörhead.

## Biografia
Campbell è nato in Pontypridd, Galles, da madre italiana e padre gallese; ha iniziato a suonare la chitarra all'età di 10 anni, ispirato da musicisti come Jimi Hendrix, Black Sabbath, Jimmy Page, Michael Schenker e Todd Rundgren; all'età di 13 anni suonava in modo semi-professionale in una band cabaret nel sud del Galles. Contando, nei suoi primi anni, su chitarre poco costose, ha comprato nel 1973 la sua prima Gibson Les Paul, che, seguendo il destino di molte altre chitarre, è stata in seguito rubata.
Nel 1979, forma il gruppo heavy metal Persian Risk suonando i singoli Calling For You nel 1981 e Ridin' High nel 1983. Nei Persian Risk militò anche il cantante Carl Sentance, poi membro dei Krokus per un breve periodo.
Nel 1984 entra a far parte, dopo la dipartita di Brian Robertson, dei Motörhead; Lemmy aveva infatti svolto delle audizioni per cercare un nuovo chitarrista, e la scelta cadde alla fine su due pretendenti, anche se Kilmister aveva inizialmente deciso di prenderne uno solo, Phil Campbell e Michael Burston. Il 15 settembre dello stesso anno uscì una delle raccolte più famose del gruppo, No Remorse, e da allora, dopo un tour mondiale con la band, Phil è rimasto un membro costante dei Motörhead nonostante i numerosi cambi di formazione, fino a diventare il componente con la permanenza più lunga nella band a fianco di Lemmy, con ben 31 anni.
Dopo la morte di Lemmy nella fine del 2015 e quindi la conseguente fine dei Motörhead, Phil si è impegnato a tempo pieno col suo progetto "famigliare" Phil Campbell's All Starr Band, poi rinominati Phil Campbell and the Bastard Sons.

## Discografia

### Solista
- 2019 – Old Lions Still Roar

### Persian Risk
- 1981 – Calling For You (singolo)
- 1984 – Too Different (EP)
- 1986 – Rise Up

### Motörhead
- 1984 – No Remorse
- 1986 – Orgasmatron
- 1987 – Rock 'n' Roll
- 1991 – 1916
- 1992 – March ör Die
- 1993 – Bastards
- 1995 – Sacrifice
- 1996 – Overnight Sensation
- 1998 – Snake Bite Love
- 2000 – We Are Motörhead
- 2002 – Hammered
- 2004 – Inferno
- 2006 – Kiss of Death
- 2008 – Motörizer
- 2011 – The Wörld is Yours
- 2013 – Aftershock
- 2015 – Bad Magic
- 2017 – Under Cöver

### Phil Campbell and the Bastard Sons
- 2016 – Phil Campbell and the Bastard Sons (EP)
- 2017 – Live at Solothurn (EP)
- 2018 – The Age of Absurdity

### Altri
- 2008 – Martin Semmelrogge – White Line Fever - Die Autobiographie
- 2017 – Mutation – III - Dark Black

### Partecipazioni
- 1995 – Artisti Vari – TG CD Volume 9 (Essential Listening For All Guitarists) (presente con il brano Unnamed)
- 2000 – Artisti Vari – Killers On The Loose Again - A Tribute To Thin Lizzy (chitarra solista nel brano Emerald)
- 2001 – Artisti Vari – Only UFO Can Rock Me - A Tribute To UFO (chitarra)
- 2001 – Artisti Vari – The Maiden Years Volume 2 - Tribute To Iron Maiden (chitarra)
- 2001 – Artisti Vari – Another Hair Of The Dog (A Tribute To Nazareth) (chitarra)
- 2006 – Artisti Vari – Butchering The Beatles - A Headbashing Tribute (chitarra nel brano I Saw Her Standing There con John Corabi)
- 2013 – Artisti Vari – Thriller: A Metal Tribute To Michael Jackson (chitarra nel brano Billy Jean con Corey Glover)
- 2016 – Artisti Vari – Snaggletooth: A Tribute To Lemmy (chitarra nel brano Ace Of Spades con gli Ugly Kid Joe)
- 2019 – Artisti Vari – Lauschangriff Vol. 76 (chitarra nel brano These Old Boots con Dee Snider)
- 2019 – Artisti Vari – Maximum Metal Vol. 251 (chitarra nel brano Swing It con Alice Cooper)

### Collaborazioni
- 1977 – Artisti Vari – Mountain Music (voce e chitarra nel brano Tennessee Stud)
- 1989 – Drifter – Nowhere To Hide (voce, cori, chitarra solista nel brano We Can't Be Beaten, chitarra solista nel brano Concrete Jungle)
- 2005 – Hush – Bulletproof (chitarra nel brano Rock Shit)
- 2006 – Lemmy - Damage Case (chitarra nel brano The Trooper con Lemmy e Rocky George)
- 2006 – Mr. Kane FKA Kokane – Pain Killer'z (chitarra nel brano Breathe My Last Breath)
- 2007 – The Iron Maidens – Route 666 (chitarra nel brano The Trooper)
- 2008 – Girlschool – Legacy (chitarra solista nei brani I Spy (Girlschool Mix), Whole New World, Don't Mess Around, chitarra nel brano Zeitgeist)
- 2009 – Crucified Barbara – Til Death Do Us Party (chitarra solista nel brano Dark Side)
- 2009 – Francis Dunnery – There's A Whole New World Out There (chitarra nel brano Holiday)
- 2011 – Onslaught – Sounds of Violence (chitarra nel brano Bomber con Tom Angelripper)
- 2012 – Fozzy – Sin and Bones (chitarra solista nel brano She's My Addiction)
- 2014 – Nick Oliveri's Uncontrollable – Leave Me Alone (chitarra solista nel brano The Robot Man)
- 2014 – Deep Purple And Friends With The Orion Orchestra - Celebrating Jon Lord 2014 (voce nei brani Silas & Jerome e I'm Gonna Stop Drinkin' Again con Ian Paice, Bernie Marsden, Nick Fyffe e Wix Wiggins)
- 2015 – Ugly Kid Joe – Uglier Than They Used ta Be (chitarra nel brano Ace Of Spades)
- 2016 – Budderside – Budderside (chitarra solista nel brano Ska Bra)
- 2016 – Fake Idols – Witness (chitarra nel brano Mad Fall)
- 2017 – Hawkwind – At The Roundhouse (chitarra nei brani Brainbox Pollution e Silver Machine)
- 2018 – Orange Goblin – The Wolf Bites Back (chitarra nei brani Brainbox Pollution e Silver Machine)
- 2018 – Skindred – Big Tings (chitarra nel brano Machine)
- 2018 – Leader Of Down – Cascade Into Chaos (chitarra solista nel brano Children Of Disease)
- 2018 – Krakow – Minus (chitarra nel brano Black Wandering Sun)
- 2018 – The Last Gang – Keep Them Counting (chitarra nel brano Salvation For Wolves)
- 2019 – Saxon – The Eagle Has Landed 40 Live (chitarra nel brano 747 (Strangers In The Night))
- 2019 – Biff Byford – School Of Hard Knocks (chitarra nel brano School Of Hard Knocks)
- 2019 – The Planet Rock Allstars – You're The Voice (chitarra solista nei brani The Wolf Bites Back e Zeitgeist)
- 2020 – Hawkwind – Hawkwind 50 Live (chitarra nel brano The Watcher)
- 2020 – Cro-Mags – In The Beginning (chitarra e slide guitar nel brano From The Grave)
- 2021 – Sepultura – SepulQuarta (chitarra nel brano Orgasmatron)
- 2021 – Danko Jones – Power Trio (chitarra solista nel brano Start The Show)

## Videografia

### Con i Motörhead
- 1985 – The Birthday Party
- 1986 – Deaf Not Blind
- 1991 – Everything Louder than Everything Else
- 2001 – 25 & Alive Boneshaker
- 2002 – The Best of Motörhead
- 2002 – Motörhead: Special Edition EP
- 2003 – The Birthday Party
- 2004 – Everything Louder than Everything Else
- 2005 – Classic Albums: Motörhead - Ace of Spades
- 2005 – Stage Fright
- 2006 – Hardrock Heartbeats (con Wendy O. Williams)
- 2007 – Videobiography
- 2008 – Best Of Motörhead
- 2009 – The Early Years
- 2011 – The Wörld Is Ours - Vol. 1: Everywhere Further Than Everyplace Else
- 2012 – The Wörld Is Ours - Vol. 2: Anyplace Crazy as Anywhere Else
- 2016 - Clean Your Clock

### Altri
- 2011 – Lemmy
- 2016 – Doro – Strong And Proud (30 Years Of Rock And Metal) (chitarra nel brano Breaking The Law)
- 2018 – Artisti Vari – Celebrating Jon Lord, The Rock Legend, Vol.1